# Falconara Albanese
Falconara Albanese (Fallkunara in arbëreshë) è un comune italiano di 1 495 abitanti della provincia di Cosenza in Calabria. È arroccato su di un colle a 602 metri s.l.m., alle pendici della Catena Costiera. Separata dal nucleo originario sorge Torremezzo, frequentata stazione turistica del Tirreno Cosentino.

## Geografia fisica

### Territorio
Caratteristico dal punto di vista paesaggistico, in quanto arroccato, è il cosiddetto Castelluccio, raggiungibile a piedi tramite strette scalette, sul quale spicca la croce, visibile dal paese. Di notevole interesse e discreta meta turistica è la frazione Torremezzo, posta sul litorale tirrenico, tra San Lucido e Fiumefreddo Bruzio.

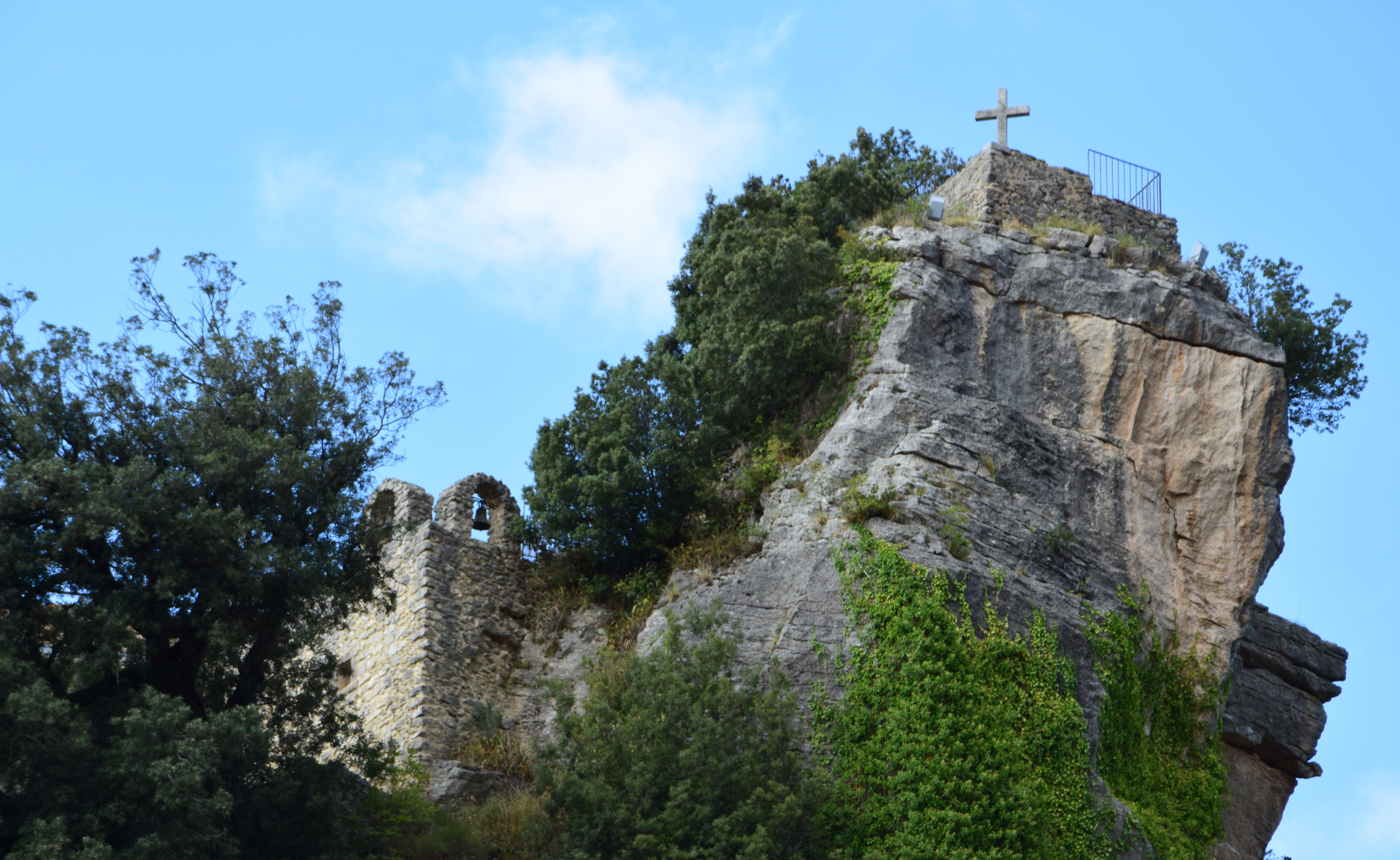
Il Castelluccio

## Storia
Falconara è uno dei paesi arbëreshë della Calabria, l'unico che si affacci sul Mar Tirreno ad aver mantenuto intatti sia la lingua che il rito greco bizantino; le comunità tirreniche di Serra d'Aiello e Gizzeria, invece, hanno perso l'identità arbëreshe.
Per la mancanza di documenti scritti non è facile stabilire l'anno di fondazione di Falconara Albanese. Il Moscato nella sua "Rivista Calabrese" del XIX, dice che fu fondata da sette famiglie albanesi di religione ortodossa, giunte in Calabria nel 1487, che si fermarono dapprima a San Pietro, tra San Lucido e Fiumefreddo Bruzio, rimanendovi trent'anni. Sempre in base a queste notizie, Falconara Albanese fu fondata nel 1517, quando iniziò la costruzione del rione Manesato, di Curtina e della prima chiesa dedicata a San Atanasio. Compresa nella Baronia di Fiumefreddo, appartenne prima ai Sanseverino e poi ai Marchesi di Rende, che la tennero fino al 1806. Assunse l'attuale nome nel 1803.
Falconara Albanese è arbëreshë, "italo-albanese", e tale origine è riscontrabile in tutto ciò che è tipico del paese a partire dalla lingua parlata, dai nomi comuni delle persone, dalle insegne bilingui per le strade e nei negozi, fino ad arrivare alle chiese che seguono il rito orientale dell'eparchia di Lungro.

## Monumenti e luoghi d'interesse
Il "Castelluccio" in località "Kurtina" è un gigantesco masso monolitico, alto circa 50 metri. È l'attrattiva di Falconara Albanese, che può essere raggiunto attraverso una gradinata a rampe. Poco più sotto sorge la chiesetta, dedicata alla Madonna dell'Assunta, con ampio sagrato. Notevole anche la chiesa della Madonna del Buon Consiglio la cui origine è posta al XVI secolo e il cui nome è legato al fortunoso esodo delle famiglie dell'Albania. Da visitare anche la chiesa dedicata a San Michele Arcangelo, costruita nel 1611 al centro del paese che conserva un portale di quel periodo.

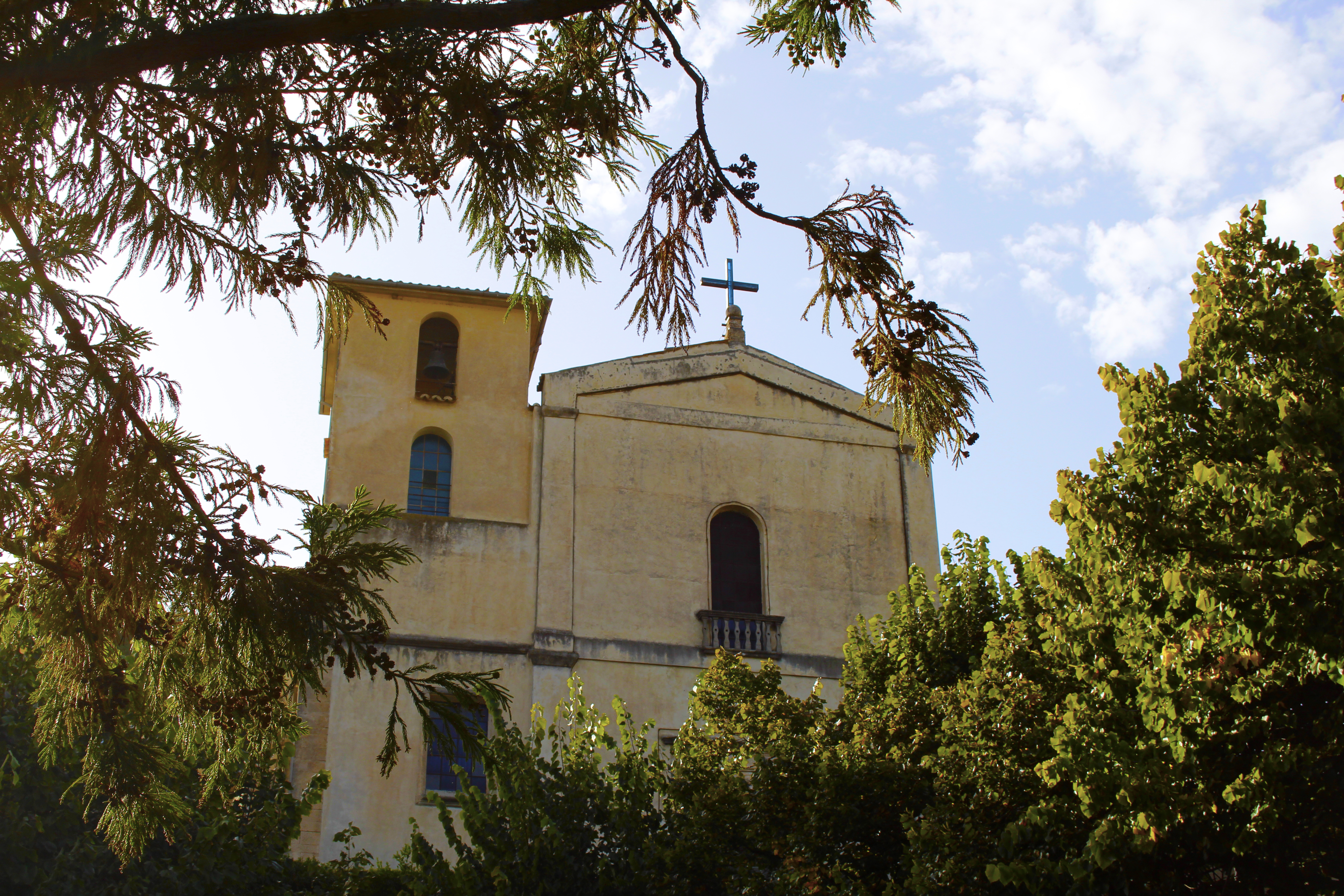
Chiesa di San Michele Arcangelo
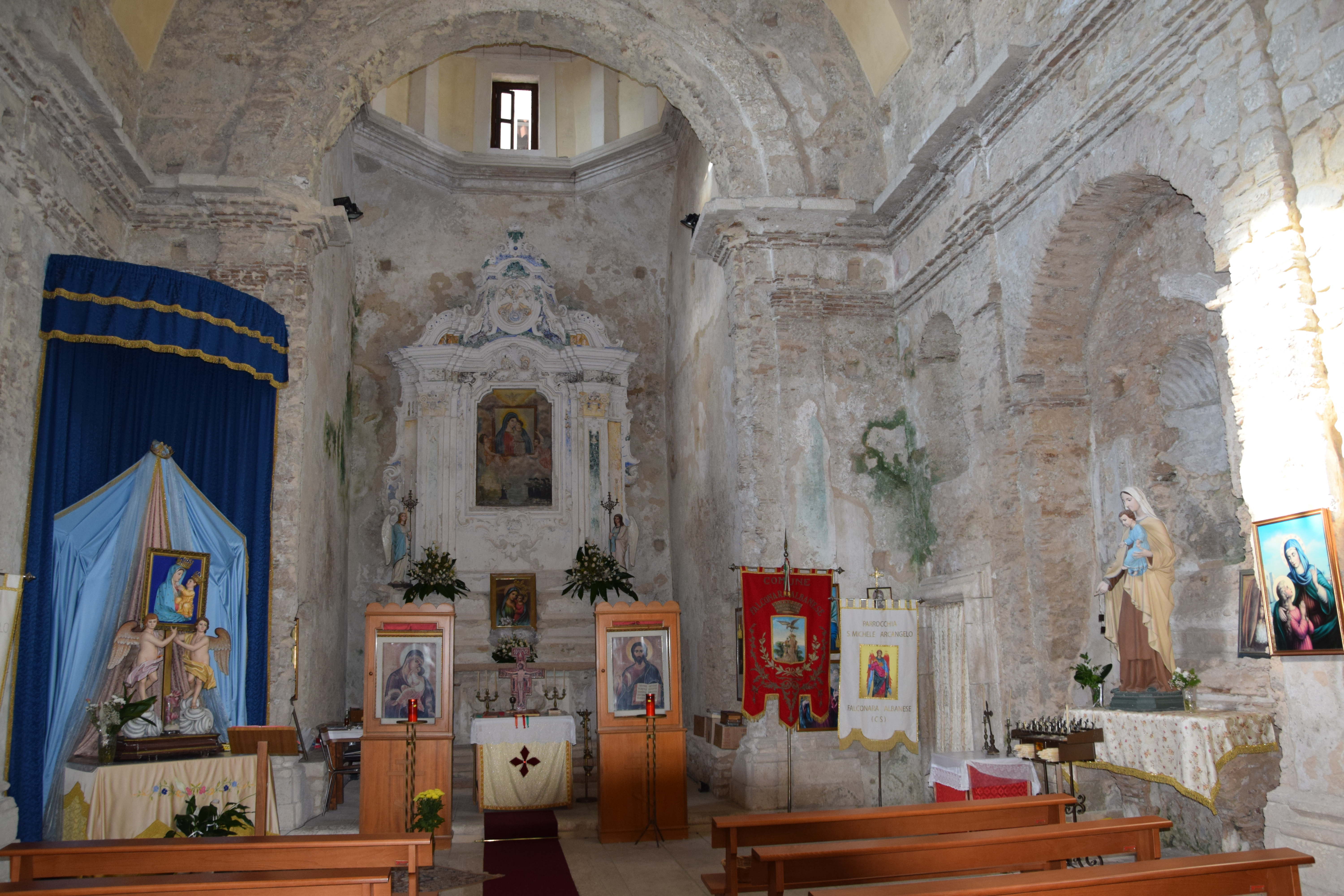
Chiesa della Madonna del Buon Consiglio
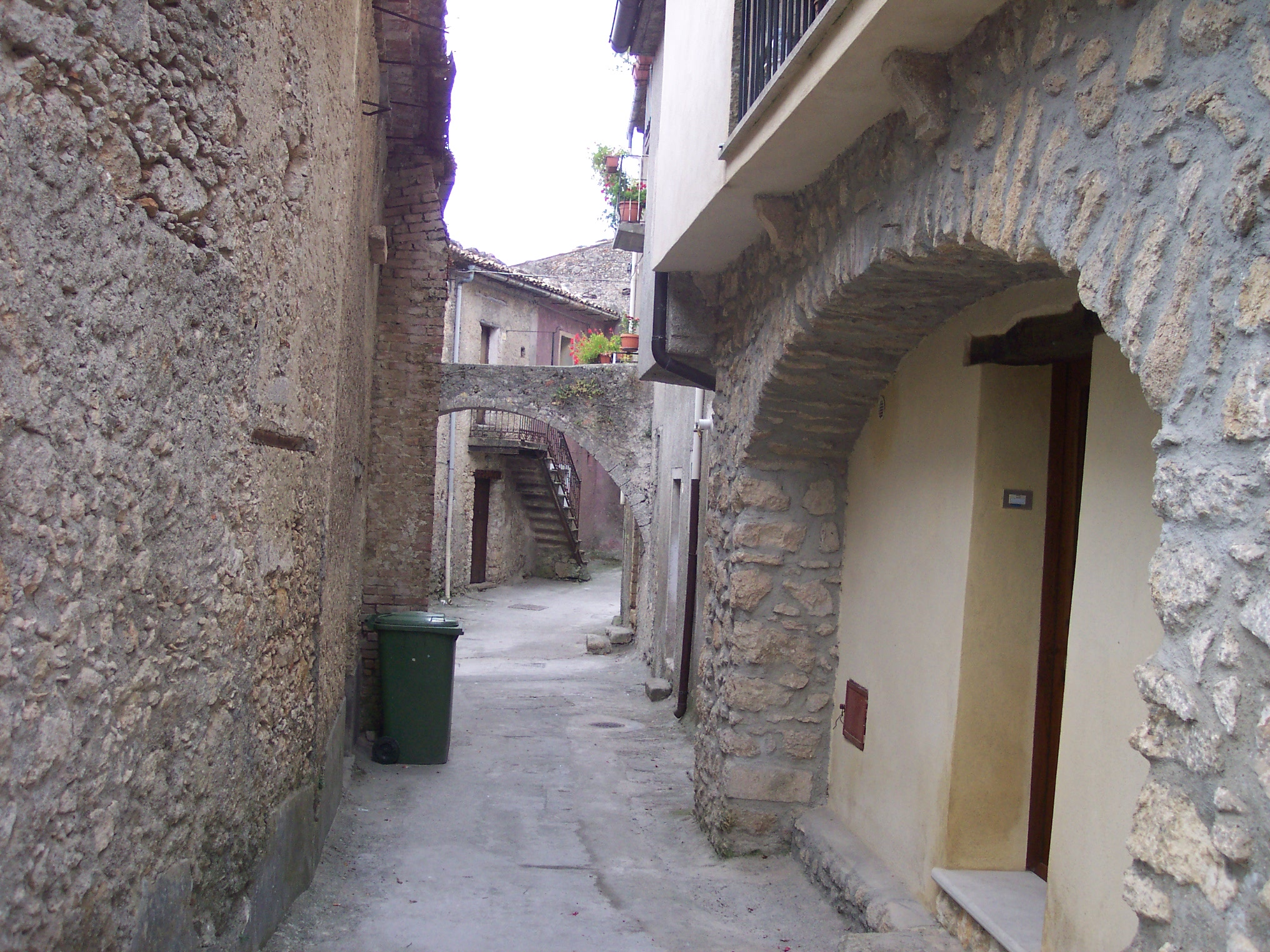
Udha e De Radës - Via Girolamo de Rada

## Società

### Evoluzione demografica
Abitanti censiti

### Lingue e dialetti
A Falconara Albanese è parlata la lingua arbëreshe, variante antica del dialetto tosco parlato nel sud dell'Albania.

### Tradizioni e folclore
Suggestiva è la cerimonia delle "Motrëmat" nel periodo di Pasqua.
La seconda domenica di settembre si svolge la festa patronale della Madonna del Consiglio. La festa della Madonna Assunta, che si celebra il 15 agosto, è particolarmente sentita dagli abitanti di Falconara Albanese.

#### Costumi
I costumi tradizionali albanesi e le varie manifestazioni popolari del luogo si possono apprezzare nelle sagre e nelle manifestazioni di diverso genere, che hanno luogo nei diversi periodi dell'anno, ma soprattutto durante il mese di settembre per la festa patronale: la Madonna del Buon Consiglio.

## Infrastrutture e trasporti
Il comune è interessato dalla strada Provinciale 38.

## Amministrazione
Dal 3 ottobre 2021 il sindaco di Falconara Albanese è Francesco Alfredo Marcello Candreva, a capo della lista civica (Falconara nel Cuore)

## Sport

### Calcio
La principale squadra di calcio della città è la Falchi Rossi Falconara Calcio che milita nel girone B cosentino di 2ª Categoria. I colori sociali sono: bianco e rosso.